# Ravenna Calcio
O Ravenna Calcio é um time de futebol da Itália da cidade de Ravena na região de Emilia Romagna. Durante muitos anos disputou o Campeonato Italiano da Série B até 2001 quando foi rebaixado para a Série C1 e faliu. O clube voltou na temporada 2001/02 na Eccellenza (6ª divisão) vencendo este campeonato e em seguida vencendo também a Série D (5ª Divisão). Na Série C2 conseguiu o acesso para a Série C1 em 2004/05.